# Torneo Internazionale Femminile Antico Tiro a Volo 2011
Il Torneo Internazionale Femminile Antico Tiro a Volo 2011 è stato un torneo professionistico di tennis femminile giocato sulla terra rossa. È stata la 6ª edizione del torneo, che fa parte dell'ITF Women's Circuit nell'ambito dell'ITF Women's Circuit 2011. Si è giocato a Roma in Italia dal 30 maggio al 5 giugno 2011.

## Partecipanti

### Teste di serie
| Nazionalità | Giocatrice          | Ranking* | Testa di serie |
| ----------- | ------------------- | -------- | -------------- |
| Italia      | Maria Elena Camerin | 119      | 1              |
| Giappone    | Kurumi Nara         | 132      | 2              |
| Australia   | Sophie Ferguson     | 134      | 3              |
| Francia     | Iryna Brémond       | 139      | 4              |
| Italia      | Corinna Dentoni     | 146      | 5              |
| Lussemburgo | Mandy Minella       | 147      | 6              |
| Russia      | Ekaterina Ivanova   | 150      | 7              |
| Russia      | Nina Bratčikova     | 151      | 8              |

- Ranking al 23 maggio 2011.

### Altre partecipanti
Giocatrici che hanno ricevuto una wild card:
- Aselya Arginbayeva
- Martina Gledacheva
- Giorgia Marchetti
- Marina Šamajko

Giocatrici che sono passate dalle qualificazioni:
- Isabella Holland
- Karin Knapp
- Christina McHale
- Jessica Moore
- Stefania Chieppa (Lucky Loser)
- Carolina Orsi (Lucky Loser)
- Federica di Sarra (Lucky Loser)
- Sheila Solsona Carcasona (Lucky Loser)

## Campionesse

### Singolare
Christina McHale ha battuto in finale  Ekaterina Ivanova con il punteggio di 6–2, 6–4

### Doppio
Sophie Ferguson /  Sally Peers hanno battuto in finale  Magda Linette /  Liana Ungur, Walkover